# Truchas
Truchas is een gemeente in de Spaanse provincie León in de regio Castilië en León met een oppervlakte van 301,38 km². Truchas telt 444 inwoners (1 januari 2016).